# Tim McIlrath
Timothy "Tim" James McIlrath (3 de noviembre de 1978) es el guitarrista y cantante de la banda estadounidense de punk rock Rise Against.
Es straight edge, vegetariano y apoya los derechos de los animales, promoviendo activamente la organización PETA con su banda.

## Biografía

### Primeras etapas de la vida
Timothy J. McIlrath nació en 1978 en Indianápolis. A una temprana edad comenzó a leer libros como 1984 por George Orwell y Brave New World por Aldous Huxley, que influirían en su obra posterior. De niño, fue a una escuela católica, donde era víctima del bullying por tener un ojo marrón y un ojo azul, conocido como heterocromía, esto se puede ver en muchos vídeos, tales como Re-Education y Ready To Fall. De adolescente, todos los amigos de Tim practicaban snowboard, por lo que Tim guardó dinero hasta tener 400 dólares para comprar una tabla. Se había obsesionado con la idea de convertirse en un snowboarder (aunque nunca antes había practicado ese deporte). Un día caminaba hacia la tienda de snowboard, pero antes entró en una tienda de guitarras. Tim se enamoró de una Gibson SG 1984 en rojo cereza y la compró por $ 425.

### .Baxter.
Comenzó su carrera musical en su adolescencia y fue muy activo en la escena Punk/Rock de Chicago.
Su primera banda fue .Baxter. con un estilo Post Hardcore. La banda se formó en 1995 junto con el futuro baterista de Lawrence Arms Neil Hennessy y el futuro bajista de The Killing Tree y Holy Roman Empire Geoff Reu.
Su primer lanzamiento fue un casete llamado Troy's Bucket, el cual fue lanzado en 1996. Troy's Bucket fue bien recibido, por lo que .baxter. se convirtió en una popular banda en la escena Underground de Chicago.
En 1997 se publicó un 7 "EPLost Voices con Static Station Records. Después de una gira por Estados Unidos la banda se separó.

### Arma Angelus
Tim luego se unió a una banda hardcore llamada Arma Angelus (tocando el bajo) con Pete Wentz de (Fall Out Boy). Tim abandonó la banda en 1999 para formar "Transistor Revolt".

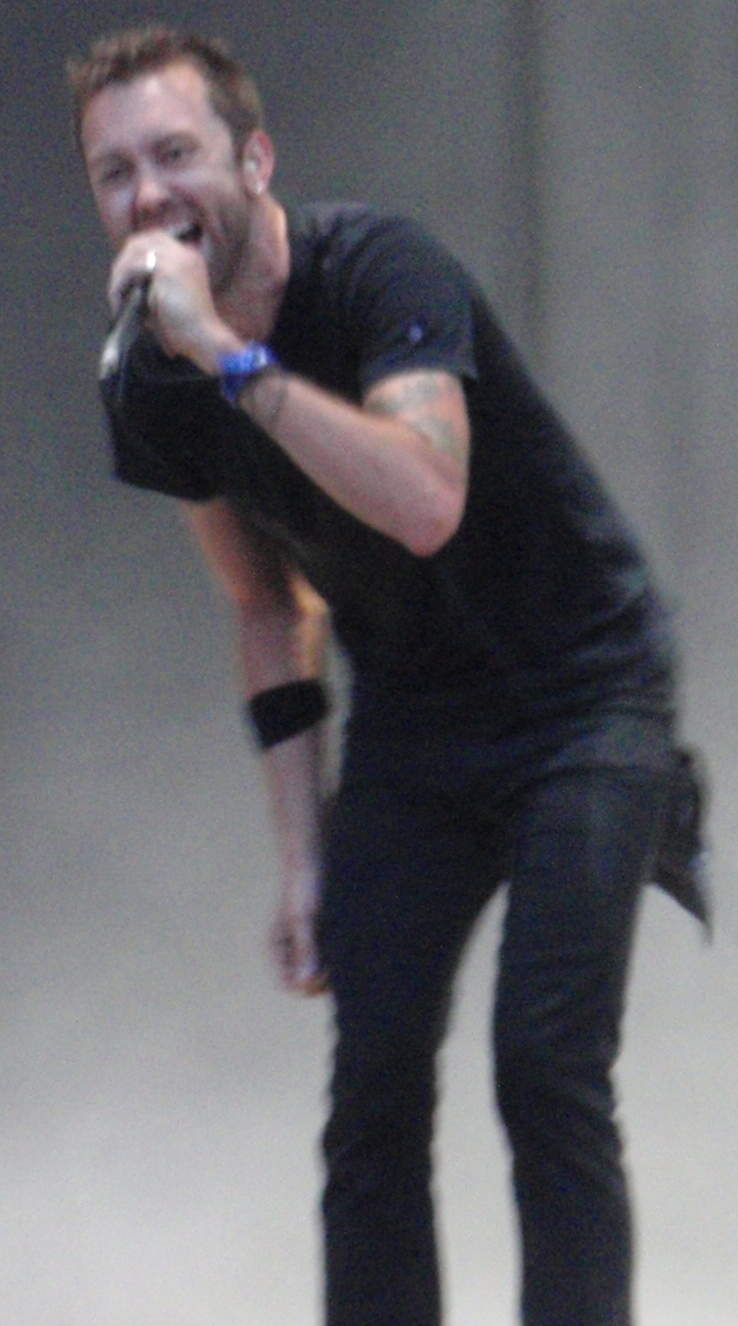
Tim McIlrath en el Bilbao BBK Live de 2010

### Rise Against
En 1999 formó Rise Against con el exbajista de 88 Fingers Louie, Joe Príncipe, el guitarrista Dan Wleklinski (Mr. Precision), y el batería Brandon Barnes. La banda grabó su álbum debut The Unraveling con el sello Fat Wreck Chords en 2001.
En el año 2003, el guitarrista Mr. Precision dejó el grupo, y Todd Mohney ocupó su papel. Más tarde, ese mismo año lanzaron su segundo álbum Revolutions per Minute que fue recibido con cálidos elogios y que además es considerado por muchos como su mejor trabajo. Recorrieron los Estados Unidos de manera constante ese año, aunque al final de la gira, Todd abandonó el grupo. Con el fin de reemplazarlo, el exguitarrista de Reach The Sky, Chris Chasse se unió al grupo en 2004. Este mismo año lanzaron su debut en Geffen, el álbum Siren Song of the Counter Culture.
Con la publicación de los sencillos "Give It All", "Swing Life Away", y "Life Less Frightening", Rise Against se hizo más popular, pero mantuvieron sus esencia "underground". Después de más de turismo (incluyendo una gira europea y presentaciones en el Vans Warped Tour), la banda volvió al estudio y grabó su cuarto álbum tituladoThe Sufferer & the Witness. Este incluía cinco singles ("Ready to Fall, Prayer of the Refugee", "The Good Left Undone", "Behind Closed Doors" y "The Approaching Curve").
Se había terminado su gira y estaban de vuelta en el estudio en el proceso de elaboración de su próximo álbum, cuando Chris Chasse se fue de la banda para seguir con la vida familiar. Tim también trabaja en un proyecto de banda más pesado llamado The Killing Tree junto con el exguitarrista de Rise Against Todd Mohney, aunque todos los miembros de la banda usan seudónimos.
Rise Against grabó su quinto álbum Appeal to Reason con la participación del nuevo guitarrista Zach Blair. El álbum fue publicado el 7 de octubre de 2008 y se grabó en Blasting Room en Fort Collins, Colorado con Bill Stevenson y Jason Livermore, que produjo Revolutions per Minutes y The Sufferer & the Witness.
El sexto trabajo de Rise Against Endgame fue lanzado el 15 de marzo de 2011] y contiene 4 singles; Help Is On The Way (publicado en enero de 2011), Make It Stop (September's Children), Satellite y Wait For Me.

## Activismo
Cuando la banda comenzó por primera vez, McIlrath declaró que no buscaban reunir una audiencia tan grande en su búsqueda de la originalidad y la justicia social que los definía como la "oveja negra" del punk rock.  El objetivo original de la banda era solo crear música, nunca vista como un grupo a largo plazo hasta que la banda se dio cuenta de creencias activistas similares que llevaron a McIlrath a describir la música como un recipiente para el cambio. Estas creencias comenzaron a integrarse en la música de manera más prominente después del lanzamiento de The Sufferer & The Witness, cuando McIlrath dijo que buscaba hacer una diferencia en el mundo en el que vive en lugar de ser una de las bandas en el punk/hardcore". McIlrath también ha sido prominente en la promoción de sus propias creencias activistas, como su ayuda a PETA.

### Política
Al no haber crecido en una familia política, McIlrath dice que nunca estuvo particularmente involucrado hasta que comenzó a tocar punk rock. Sin embargo, después de ingresar a la escena musical, comenzó a sentir una fuerte conexión con sus convicciones, específicamente con los derechos animales y humanos. Si bien las canciones más populares de Rise Against no son políticas, canciones como "Swing Life Away" y "Make It Stop" han salido a la fama a medida que McIlrath busca hablar con una generación que cree que carece de convicción hacia su mundo, como se explica a lo largo de la canción. La banda ha comenzado a buscar letras más desafiantes política y socialmente a medida que pasa el tiempo, respondiendo a eventos actuales como la canción "Help Is On The Way" y su uso del apoyo a las víctimas del terremoto y tsunami de 2011 de Tōhoku.

## Heterocromía
McIlrath tiene una afección llamada heterocromía, donde su ojo izquierdo es azul y su ojo derecho es avellana.

## Discografía

### Rise Against
- The Unraveling (Fat Wreck Chords, 2001)
- Revolutions per Minute (Fat Wreck Chords, 2003)
- Siren Song of the Counter Culture (Geffen Records, 2004).
- The Sufferer & the Witness (Geffen Records, 2006).
- Appeal to Reason (Geffen Records, 2008).
- Endgame (Geffen Records, 2011).
- The Black Market(2014)
- Wolves (Virgin Records, 2017).
- The Ghost Note Symphonies, Vol. 1 (Virgin Records, 2018)
- Nowhere Generation (Loma Vista Recordings, 2021)

### The Killing Tree
- Bury Me At Make-Out Creek EP (2000)
- The Romance of Helen Trent (2002)
- We Sing Sin EP (2004)

### Baxter
- Troy's Bucket  (1996)
- Lost Voices... 7" (Static Station Recordings, 1997)
- Baxter (Will Not Clear Man, 2002)

### Arma Angelus
- Things we Don't Like We Destroy (compilation) (2002)
- The Grave End of the Shovel

### The Honor System
- Single File (four song cassette demo only)